# МЦ255
МЦ255 — российское одноствольное револьверное ружьё, разработанное на предприятии ЦКИБ СОО. В создании и отработке ружья принимали участие ведущий конструктор ЦКИБ СОО — В. И. Серёгин, а также Б. А. Борзов, В. В. Головкин, С. В. Зотов и А. Н. Невижин. Предназначено для охоты на среднеразмерную дичь.

## История
В 1993 году было сделано первое опытное ружьё 32 калибра.
С 2005 года началось серийное производство ружей под патрон .410-го калибра.

## Описание МЦ 255-20
Предохранитель отсутствует. Стрельба возможна как с предварительным взводом курка, так и самовзводом. Барабан при перезарядке или при заряжании ружья откидывается на левую сторону. Для того, чтобы исключить прорыв пороховых газов в щель между барабаном и стволом используются специальные каморы по бокам ствола и подача барабана вперёд при нажатии на спусковой крючок. Ударно-спусковой механизм выполнен цельным блоком, что значительно упрощает чистку при разборке оружия.
Калибр — 20
Сверловка ствола — цилиндр со сменными чоками
Усилие на спусковом крючке:
самовзвод, кгс — 6
предварительный взвод, кгс — 2,6
Длина ствола (с барабаном) — 705 мм
Вес оружия, кг — 3,6
Калибр — 12
Сверловка ствола — цилиндр с чоками
Усилие на спусковом крючке:
самовзвод, кгс — 6
предварительный взвод, кгс — 2,6
Длина ствола (с барабаном) — 755 мм
Вес оружия — 3,7 кг;
Дальность — 4,5 м.

## Варианты и модификации
- гражданская версия МЦ255 имеет постоянный деревянный приклад и цевьё. Серийный выпуск ружей в нескольких модификациях и вариантах исполнения под патроны 12, 20, 28, 32 и .410 калибра с длиной гильзы 70 или 76 мм был начат в 2000 году[4]. В настоящее время серийно не выпускается, доступны только штучные экземпляры на заказ.
- полицейский вариант МЦ255-12 (под патроны 12/70 и 12/76), разработанный для правоохранительных органов и силовых структур, отличается фурнитурой из чёрного пластика, складным прикладом и планкой «Picatinny rail» для крепления прицельных приспособлений[5].

Кроме того, на основе конструкции МЦ-255 создано:
- ОЦ-62 — служебное револьверное ружьё с укороченным до 200 мм стволом и без приклада, под патрон 12/76 мм